# José Helmer Silva
José Helmer Silva Castro (Cali, Valle del Cauca, Colombia, 24 de agosto de 1969). Actualmente es el asistente técnico de Eduardo Lara.

## Trayectoria
Su formación profesional fue el curso de Dirección Técnica en la Asociación del Fútbol Argentino en 1997. Luego regresó a Colombia para dirigir los equipos juveniles del Valle del Cauca, siendo campeón del combinado Sub-17 en el año 2000.
Desde el 2003 está vinculado con la Federación Colombiana de Fútbol en las categorías menores de la Selección Colombia. Fue asistente de Reynaldo Rueda en el Sudamericano Sub-20 de 2003, y en la Copa Mundial de Fútbol Juvenil de 2003, donde Colombia quedó tercera.
En 2004 siguió como asistente técnico, en esta ocasión de Eduardo Lara a quien acompañó en la conquista del Sudamericano Sub-20 de 2005, realizado en Colombia, y en la participación del Mundial Juvenil del mismo año disputado en los Países Bajos.
Luego que Lara fuese nombrado en septiembre de 2008 como seleccionador nacional, José Helmer Silva asumió el cargo principal de entrenador de la Selección Sub-20. Su debut oficial lo tuvo en el Sudamericano de 2009.

## Clubes

### Como formador
| País     | Club                                    | Año         |
| -------- | --------------------------------------- | ----------- |
| Colombia | Selección de fútbol del Valle del Cauca | 1997 - 2000 |

### Como asistente técnico
| País        | Club             | Año           |
| ----------- | ---------------- | ------------- |
| Colombia    | Selección Sub-17 | 2001 - 2007   |
| Colombia    | Selección Sub-20 | 2003 - 2008   |
| Colombia    | Selección Sub-15 | 2005 - 2008   |
| Colombia    | Selección Mayor  | 2008 - 2009   |
| Colombia    | Selección Sub-20 | 2010 - 2011   |
| Colombia    | América de Cali  | 2012          |
| Colombia    | Boyacá Chicó     | 2015          |
| El Salvador | Selección Sub-20 | 2016 - 2017   |
| El Salvador | Selección Mayor  | 2016 - 2017   |
| Colombia    | Envigado F. C.   | 2018 - 2019   |
| Ecuador     | El Nacional      | 2020          |
| Colombia    | Once Caldas      | 2021          |
| El Salvador | Alianza FC       | 2023-presente |

### Como entrenador
| País     | Club             | Año  |
| -------- | ---------------- | ---- |
| Colombia | Selección Sub-20 | 2009 |